# 栖原角兵衛
栖原 角兵衛（すはら かくべえ）は江戸時代中期から明治にかけて活躍した商人の一族。「角兵衛」は代々の当主によって襲名されている。
本姓は北村であり、源義家の子孫と伝えられる。しかし一般には屋号の「栖原」のほうで知られており、10代目角兵衛のときに正式に栖原姓に改めた。
5代目角兵衛から蝦夷地に進出するようになり、北海道神宮末社・開拓神社の祭神37柱に名を連ねるに至った。

## 栖原屋歴代当主
初代
1601年（慶長6年） - 1673年3月8日（寛文13年1月20日）
1615年（元和元年）、紀伊国有田郡吉川村から栖原村に転居し、後に当地の名をとって屋号とする。
房総半島での漁業経営を手がけた。
2代目
1644年（正保元年） - 1706年11月17日（宝永3年10月13日）
漁業経営を続ける一方で、元禄年間には江戸の深川で薪炭・木材問屋を始める。
3代目
1685年（貞享2年） - 1734年1月25日（享保18年12月21日）
漁業から撤退し、木材を商売の中心とする。宝暦年間には陸奥国下北の大畑村に支店を設け、桧山産の木材を取り扱うようになる。
4代目
詳細不詳。
5代目（茂勝）
1731年（享保16年） - 1793年10月23日（寛政5年9月19日）
1765年（明和2年）、松前藩に渡航し小松前町に支店を開設。漁業経営を再開するとともに、蝦夷と本州の交易を手がけるようになる。
6代目（茂則）
1753年（宝暦3年） - 1817年10月16日（文化14年9月6日）
場所請負人となる。1786年（天明6年）にテシホ・テウレ・ヤンゲシリを、翌1787年（天明7年）にはトママイ・ルルモッペを請け負った。
7代目（信義）
1780年（安永9年） - 1851年8月21日（嘉永4年7月25日）
1806年（文化3年）、石狩13場所のうち5場所を請け負うが、1815年（文化12年）に返上する。代わって同年には根室場所を請け負っているが、これも2年後に返上した。
一方、1809年（文化6年）に伊達林右衛門と共同で請け負った北蝦夷地（樺太）は、その後も長く1875年（明治8年）まで経営を続けることになる。
1919年（大正8年）、従五位を追贈された。
8代目（茂信）
1808年（文化5年） - 1854年11月12日（嘉永7年9月22日）
1841年（天保12年）、伊達林右衛門とともに択捉島の漁場経営を請け負う。
9代目（茂寿）
1812年（文化9年） - 1857年2月7日（安政4年1月13日）
1855年（安政2年）、松前藩の沖ノ口収納取扱方に就任する。
10代目（寧幹）
1836年（天保7年） - 1918年（大正7年）
1860年（万延元年）、天塩・天売・焼尻・苫前・留萌が庄内藩領となって以降も、引き続き経営を任せられる。
1881年（明治14年）、北村から栖原に改姓する。

## 関連リンク
- 栖原三郎兵衛